# Leucovis
Leucovis is een geslacht van vlinders van de familie uilen (Noctuidae), uit de onderfamilie Agaristinae.

## Soorten
- L. alba (Rothschild, 1897)
- L. lepta (Fawcett, 1918)